# Kantatie 72
Pour les articles homonymes, voir Route 72.
La route principale 72 (en finnois : Kantatie 72 est une route principale allant de Mikkeli à Suonenjoki en Finlande.

## Description
La route principale 72 se sépare de la route principale 5 au nord de Mikkeli et passe par Haukivuori et Pieksämäki pour aller jusqu'à Suonenjoki.

## Parcours
La route parcourt les municipalités suivantes :
- Mikkeli
- Pieksämäki
- Suonenjoki